# Green Tea
Green Tea (vereenvoudigd Chinees: 绿茶; traditioneel Chinees: 綠茶; pinyin: Lǜ Chá) is een Chinese dramafilm uit 2003, geregisseerd door Zhang Yuan. De film is gebaseerd op de roman Adiliya by the River van Jin Renshun.

## Verhaal
Wu Fang, een pas afgestudeerde studente, gaat regelmatig uit met onbekende mannen. Elke keer bestelt ze een kopje groene thee om te kijken of haar nieuwe ontmoeting bij haar past. Chen Minglian, een van deze blind dates, vindt dit allemaal zinloos. Hij weet niet hoe hij voorspellingen in groene thee moet lezen, maar denkt dat hij vrouwen goed kent. Wu en Chen, elk met hun eigen verleden en hun zekerheid over de liefde, volgen en bespioneren elkaar. Maar Chen ontdekt al snel dat hun lot in handen is van een derde partij, de mysterieuze Langlang.

## Rolverdeling
| Acteur    | Personage          |
| --------- | ------------------ |
| Zhao Wei  | Wu Fang / Langlang |
| Jiang Wen | Chen Mingliang     |

## Productie
De opnames vonden plaats in de zomer van 2002, in onder meer Peking. In China werd de film uitgebracht onder de titel: Lü cha.

## Prijzen en nominaties
De belangrijkste:
| Jaar | Prijs                                | Categorie             | Genomineerde(n) | Uitslag     |
| ---- | ------------------------------------ | --------------------- | --------------- | ----------- |
| 2004 | Aziatisch filmfestival van Deauville | Lotus voor beste film | Zhang Yuan      | Genomineerd |